# نیکیتا بالیف
نیکیتا فئودورویچ بالیف (ارمنی: Նիկիտա Ֆյոդորովիչ Բալիև؛ انگلیسی: Nikita F. Balieff؛ ۱۸۷۷ – ۳ سپتامبر ۱۹۳۶) وودویل، بازیگر تئاتر، نویسنده، impresario، کارگردان ارمنی‌تبار اهل امپراتوری روسیه بود.

## زندگی‌نامه
وی با نام اصلی مکردیچ بالیان (ارمنی: Մկրտիչ Բալյան) در ۱۸۷۷ در روستوف-نا-دونو به دنیا آمد و از فرهنگستان علوم بازرگانی فارغ‌التحصیل گشت. وی در ۳ سپتامبر ۱۹۳۶ در سن ۵۹ سالگی در منهتن در اثر بیماری کلیوی درگذشت و در آرامستان مانت اُلیوت (کوئینز) به خاک سپرده شد.

## نگارخانه

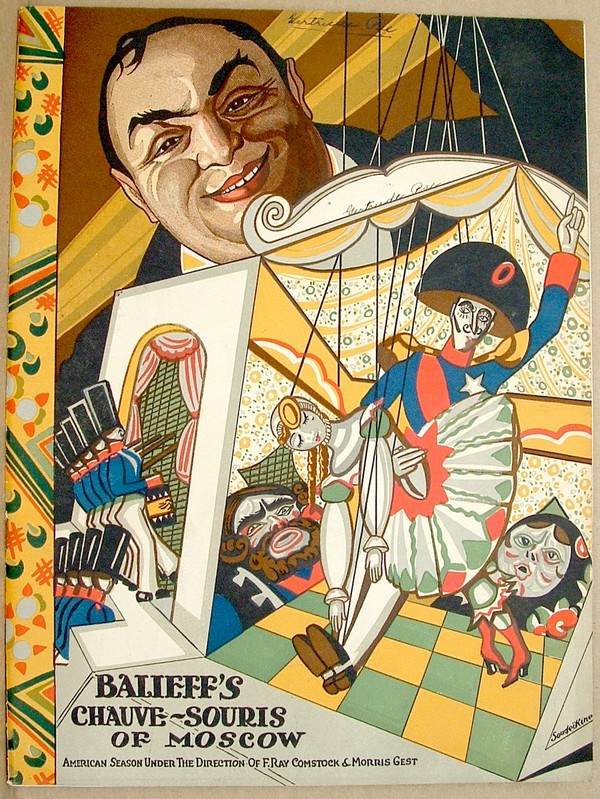